# Colacus morio
Colacus morio är en skalbaggsart som beskrevs av Ohaus 1910. Colacus morio ingår i släktet Colacus och familjen Dynastidae. Inga underarter finns listade i Catalogue of Life.